# Beethoven-Rundgang (Bonn)

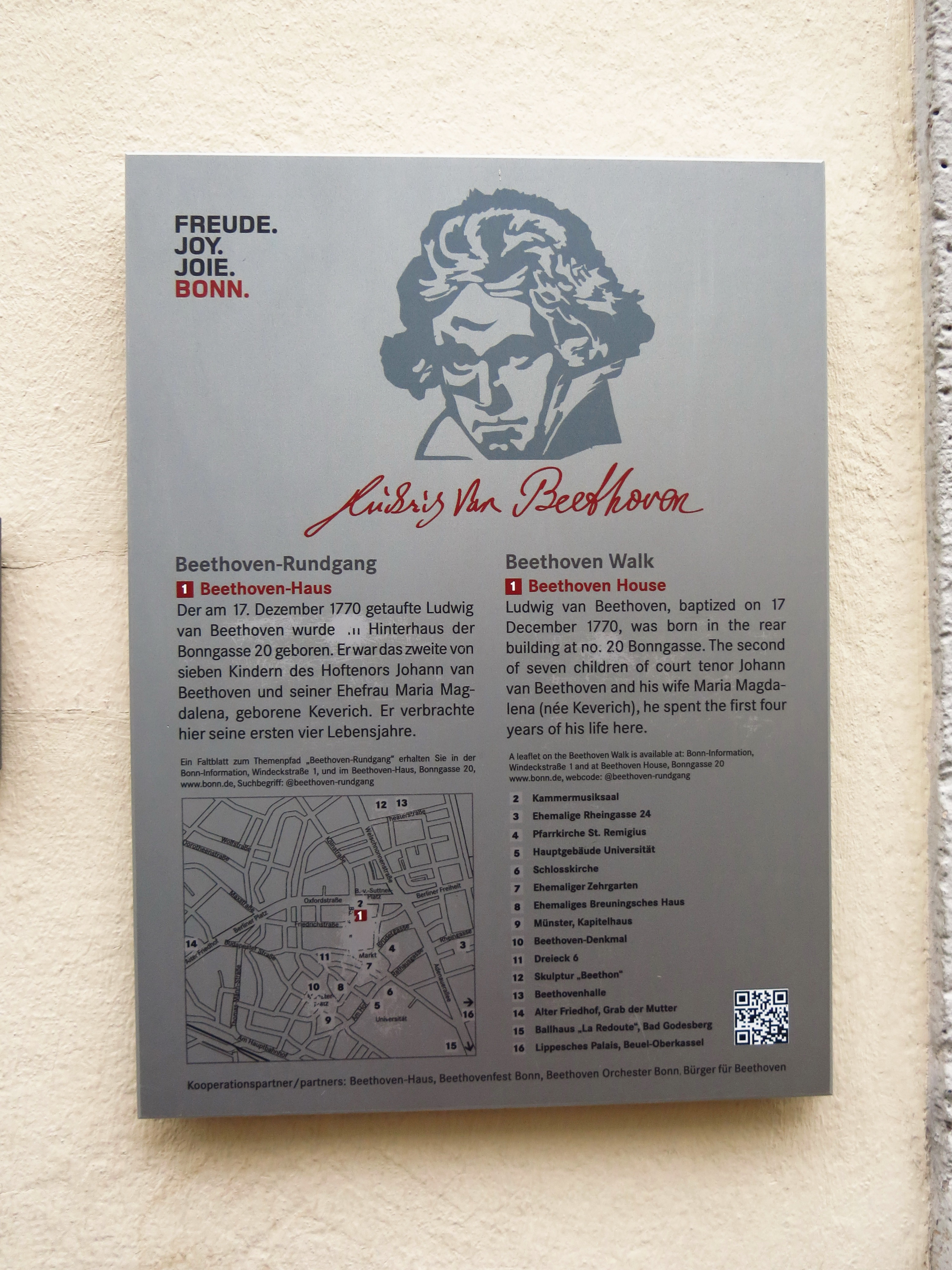
Infotafel des „Beethoven-Rundgangs“ am Beethoven-Haus (bis 2019)

Der Beethoven-Rundgang ist ein Rundweg in Bonn der auf das Leben und Wirken Beethovens in Bonn aufmerksam macht. Im Mai 2006 wurde der Rundgang, der durch den Verein  „Bürger für Beethoven“ initiiert und durch Spenden finanziert wurde, eröffnet. 2013 wurde die Verantwortung für den Rundgang an die Stadt Bonn übergeben und der Weg in erneuerter Form erweitert.

## Stationen
Der Beethoven-Rundgang hatte bis 2019 insgesamt 16 Stationen (bis 2013 elf). Hiervon sind 14 Stationen im Bereich der Bonner Innenstadt fußläufig erreichbar. Die Station 15 befindet sich in Bad Godesberg und die Station 16 in Oberkassel. Die Tafeln, 40 mal 52 Zentimeter, aus Verbundaluminium waren mit Informationen über den Standort und den Bezug zu Beethoven in Deutsch und Englisch beschriftet. Informationen zum Rundgang können per Faltblatt, in sieben verschiedenen Sprachen, oder auch mittels QR-Code im Internet bezogen werden. Zusätzlich wurde der Rundgang in den mobilen Stadtplan der Stadt Bonn integriert. Im Juni 2016 legten die Bürger für Beethoven ein Konzept für die Neugestaltung und Aufwertung des Rundgangs unter Einbeziehung der Region vor. Dieser neu konzipierte Rundgang wurde im Oktober 2019 eröffnet.

## Liste der Stationen
- Beethoven-Haus, Bonngasse
- Kammermusiksaal
- Ehemalige Rheingasse 24
- Pfarrkirche St. Remigius
- Hauptgebäude Universität Bonn
- Schlosskirche
- Ehemaliger Zehrgarten, Markt
- Ehemaliges Breuningsches Haus, Münsterplatz
- Münster, Kapitelhaus
- Beethoven-Denkmal, Münsterplatz
- Dreieck
- Skulptur „Beethon“, vor der Beethovenhalle
- Beethovenhalle
- Alter Friedhof, Grab der Mutter
- Ballhaus „La Redoute“, Bad Godesberg
- Lippesches Palais, Beuel-Oberkassel

## Einzelbelege
1. ↑  Informationen auf Glastafeln, General-Anzeiger, 27. Mai 2006
2. ↑  Auf den Spuren Beethovens. In: Bonner Rundschau. 2. September 2013, archiviert vom Original (nicht mehr online verfügbar) am 10. Februar 2016; abgerufen am 9. Februar 2016.  Info: Der Archivlink wurde automatisch eingesetzt und noch nicht geprüft. Bitte prüfe Original- und Archivlink gemäß Anleitung und entferne dann diesen Hinweis.
3. 1 2  Jetzt noch mehr Spuren Beethovens verfolgen, Rhein-Zeitung, 11. Oktober 2013
4. ↑  Beethoven-Rundgang. In: Stadt Bonn. 10. März 2015, archiviert vom Original (nicht mehr online verfügbar) am 9. Februar 2016; abgerufen am 9. Februar 2016.
5. ↑  Bürger für Beethoven: Beethoven-Rundgang für Bonn und die Region, Bonn Juni 2016. Juni 2016, abgerufen am 4. Juni 2016.
6. ↑  Beethoven-Rundgang eröffnet, bonndirekt.com, 11. Oktober 2019